# Accountantsverklaring
Een accountantsverklaring is een verklaring van een registeraccountant of accountant-administratieconsulent bij een overzicht met historische financiële informatie. Vaak is dit overzicht een jaarrekening, maar het kan ook een ander financieel overzicht zijn, zoals een overzicht verzekerd belang (ten behoeve van een verzekeringsmaatschappij), of een ontvangsten- en uitgavenoverzicht (als bijvoorbeeld een subsidieafrekening).
In grote lijnen zijn er drie soorten accountantsverklaringen:
1. een controleverklaring, als de accountant de opdracht had het overzicht te controleren;
2. een beoordelingsverklaring, als de accountant de opdracht had het overzicht te beoordelen, wat een lagere vorm van zekerheid biedt dan de controleopdracht;
3. een samenstellingsverklaring, als de accountant de opdracht had het overzicht samen te stellen.

Bij de uitvoering van de controle-, beoordelings- of samenstellingsopdracht is de accountant verplicht zich te houden aan uitvoeringsstandaarden, de "Nadere voorschriften controle- en overige standaarden", die door de beroepsorganisatie van accountants (Koninklijke NBA) is vastgesteld.

Tot 15 december 2010 werd de term accountantsverklaring gebruikt om de controleverklaring aan te duiden. Een opdrachtgever mag de accountantsverklaring niet openbaar maken tenzij de accountant daarvoor expliciet toestemming heeft gegeven.